# Antonio Salinero
Antonio Salinero Bombín (Valladolid, 23 de octubre de 1962-Valladolid, 9 de julio de 2022) fue un escritor de novela negra, poeta y ensayista español.

## Biografía
Salinero fue licenciado en Derecho y funcionario de la Administración de Justicia en Valladolid. Durante sus estudios universitarios fundó la revista literaria Rayuela, donde publicó relatos y poemas. Era columnista habitual del diario El Mundo en su edición de Valladolid.
Fue invitado como ponente a diversos congresos literarios: II Encuentro de Escritores Iberoamericanos celebrado en Cochabamba (Bolivia, año 2002), X Encuentro de Escritores en la Universidad Rovira i Virgili de Tarragona (2003) y III Congreso de Nuevos Narradores de Hispanoamérica y España en Bogotá (Colombia, año 2004).
En noviembre de 2015 obtuvo el XX Premio Internacional de Narrativa de la Asociación de Periodistas de Ávila con su relato La vida es sueño.
Colaboró como columnista en el periódico El Norte de Castilla.

## Obra de Salinero
Salinero publicó varios relatos en libros colectivos: Días de gloria (2002), Animales (2011) Ed. Fuente de la Fama, Relatos para Sallent (2011) en cuyo certamen fue finalista con el relato Pequeño desamor. Publicó varias obras de ensayo literario: Nuestros Premios Cervantes: Francisco Umbral (Universidad de Valladolid, 2003), Ciudad y literatura (Convenio Andrés Bello, Bogotá, 2004), Los amigos de Cervantes en Valladolid (Casa Museo Cervantes, 2004) y La razón de la sinrazón que a la razón se hace (Fundación Instituto Castellano y Leonés de la Lengua, 2005).

### El seudónimo
La novela El seudónimo obtuvo en 2001 el Premio de Novela Ateneo Ciudad de Valladolid y fue publicada en 2002 por la Editorial Algaida de Sevilla. Fue elegida por el suplemento El Cultural del diario español El Mundo como una de las mejores óperas prima publicadas en España en 2001.

### A vida o muerte
A vida o muerte es una novela negra publicada en 2006 por Editorial Algaida. Trata sobre unos pícaros llegan a Madrid y timan y roban a distintas personas: ancianos con secretos, matrimonios de conveniencia o escritores de éxito gracias al trabajo de sus negros.

### Qué bello es morir
En 2017 se publica la novela negra Qué bello es morir. La protagonista es una rica anciana aristócrata que ingresa en la Iglesia de la Cienciología y provocará una reacción que tendrá que aclarar el inspector Emerenciano Nereida, policía que ya aparece en el El seudónimo y A vida o muerte.

## Premios
- 2001 - XLVIII Premio de Novela Ateneo Ciudad de Valladolid por El seudónimo.[3]
- 2015 - XX Premio Internacional de Narrativa de la Asociación de Periodistas de Ávila por el relato La vida es sueño.[7]